# Domy bratří Przybyłů

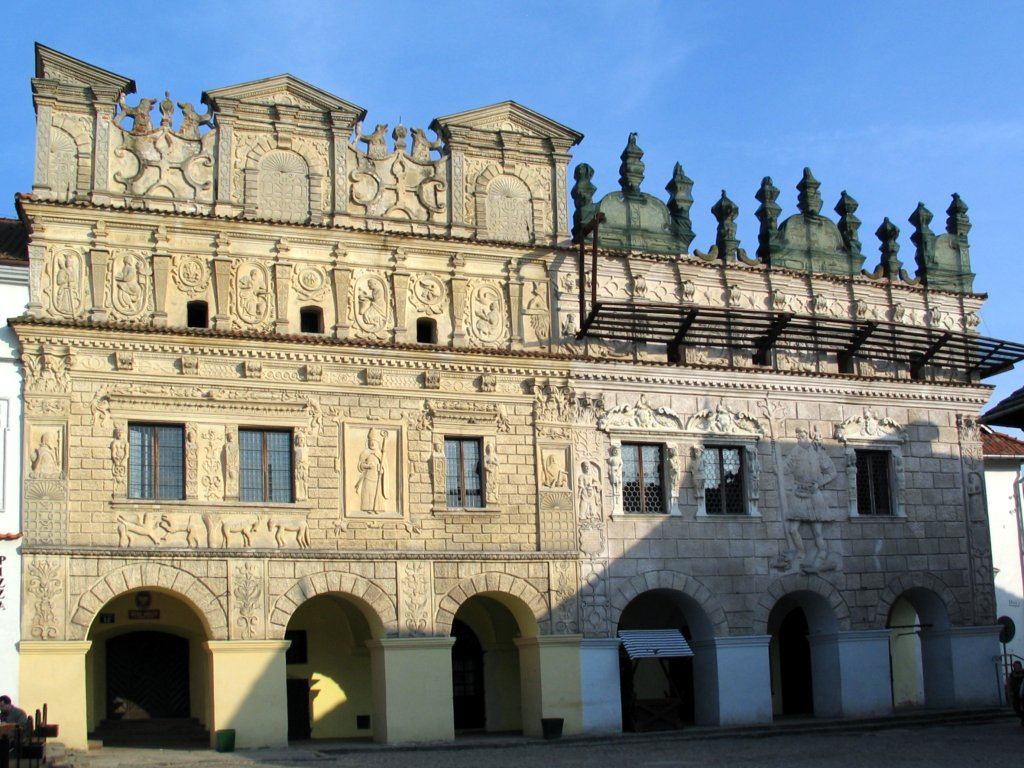
Domy bratri Przybyłů

Měšťanské domy bratří Przybyłů v Kazimierze Dolnym, městečku v polském Lublinském vojvodství, jsou považovány za nejvýraznější příklady polské světské městské architektury doby renesance. Byly postaveny na počátku 16. století pro bratry Mikuláše a Kryštofa Przybylovy, a to neznámými místními staviteli.
Nacházejí se v jihovýchodním rohu tržiště. Jde o dva domy s podloubím v přízemí a třemi okny v patře. Byly postaveny z místního vápence. Bohatě zdobené fasády představují naivní imitaci mistrovských děl italské a nizozemské architektury. Fasády jsou korunovány vysokými atikami. Střešní plochy za atikami jsou skloněny dovnitř a dešťová voda je vypouštěna zadem do dvora.
Na levé fasádě je mezi druhým a třetím oknem zobrazena postavu svatého Mikuláše z Myry v biskupském ornátu s mitrou a berlou. Vedle prvního a druhého okna jsou zvířecí postavy. Nad hlavní římsou je dvoupodlažní atika. Nižší podkroví dělené devíti pilastry zdobí mytologické postavy v oválných rámech a horní polovina edikuly se zasahujícími štítovými ozdobami nad hlavní římsou. Fasády přízemí a horních pater jsou zaplněny rustikou.
Na pravé fasádě je mezi druhým a třetím oknem zobrazena postavu svatého Kryštofa s Ježíškem na rameni přecházejícího přes řeku. Atika domu se nachází přímo v jedné úrovni, ale je korunována řadou fiál, typických pro polskou renesanční architekturu. I tyto fasády v přízemí a v prvním patře jsou zaplněny rustikou.
V městečku Kazimierz Dolny se nachází ještě jeden podobný dům. Byl také postaven v 16. století, a to pro Bartoloměje Celeje. Nachází se na Senátorské ulici 11 a sídlí v něm Muzeum Povislí.

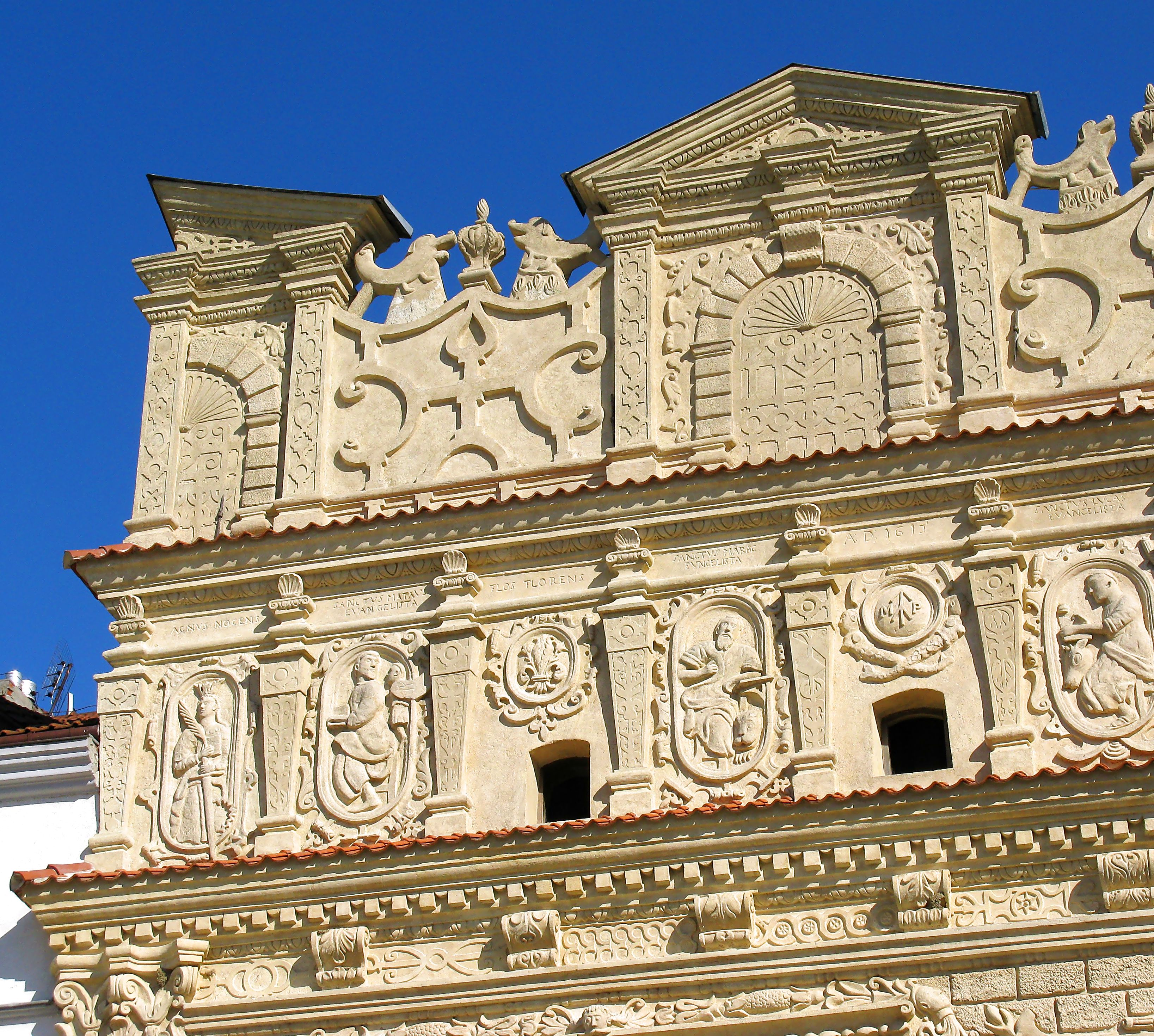
Detail fasády s postavou sv. Mikuláše
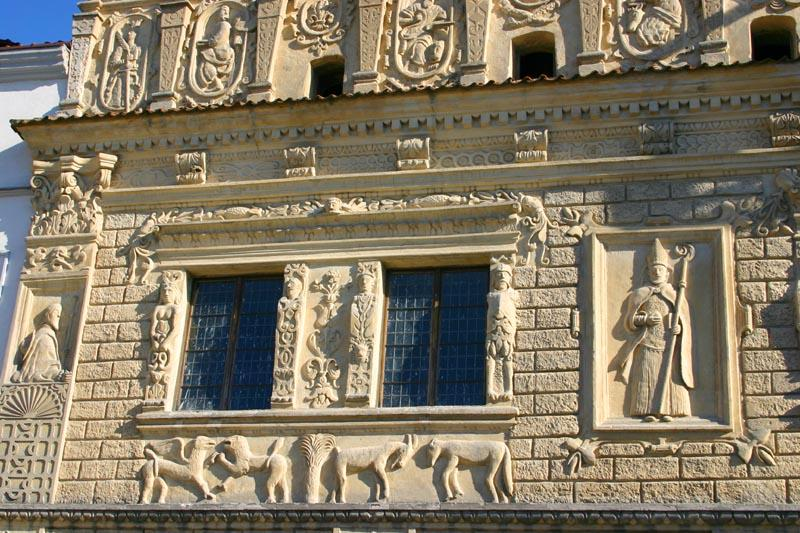
Detail fasády s postavou sv. Mikuláše
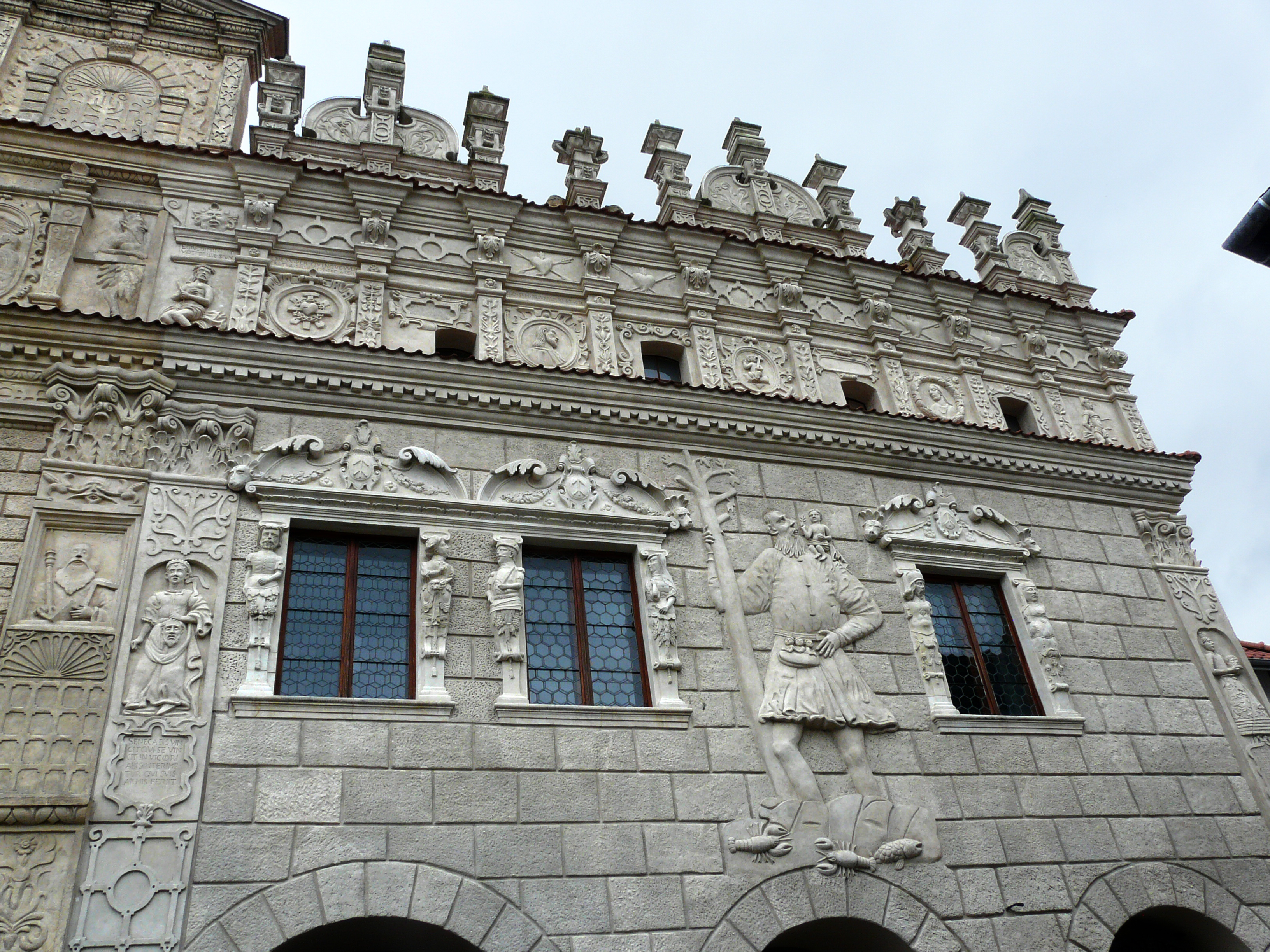
Detail fasády s postavou sv. Kryštofa
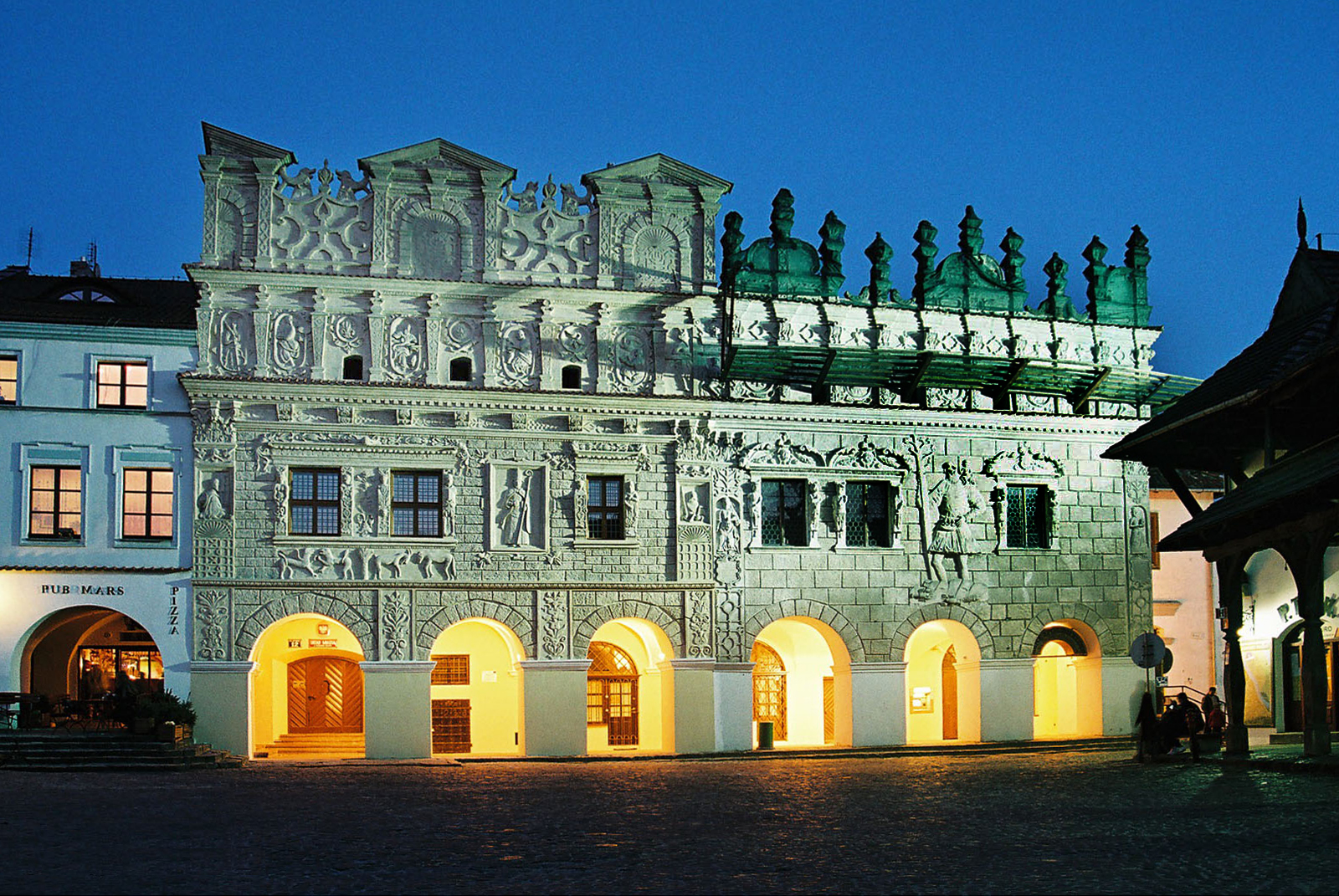
Noční fotografie
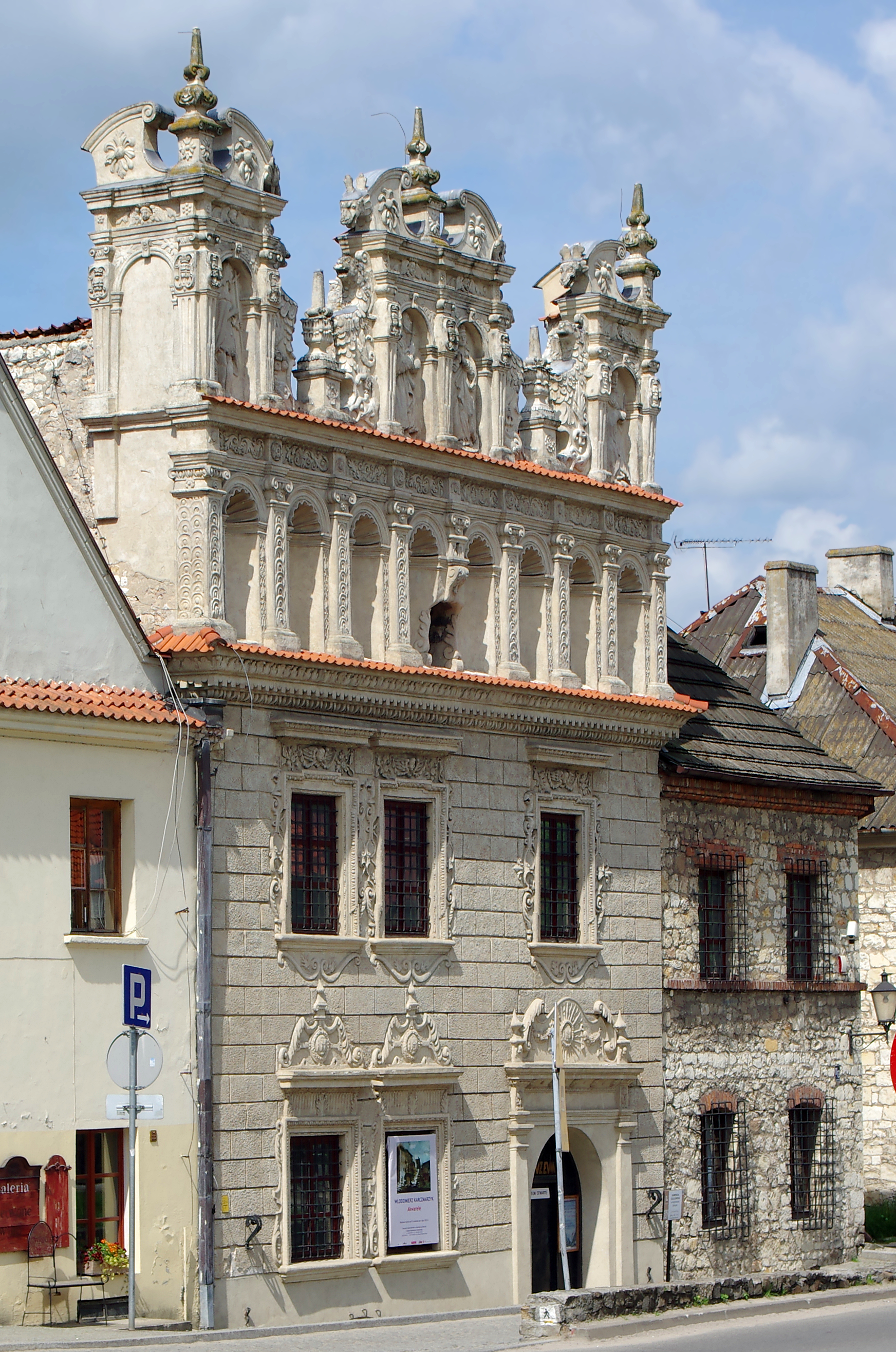
Celejovský dům